# Албинязего
Албинязѐго (на италиански: Albignasego; на венециански: Bignasego, Бинязего) е град и община в Северна Италия, провинция Падуа, регион Венето. Разположен е на 13 m надморска височина. Населението на общината е 25 365 души (към 2015 г.).